# カテリーナ三田
カテリーナ三田タワースイート（カテリーナみたタワースイート）は、東京都港区芝四丁目にある高層マンションである。

## 概要
2006年11月に完成。JR田町駅から徒歩4分、第一京浜とJR線路との間に建つ、地上36階地下2階の「イーストアーク」と、地上28階地下2階の「ウエストアーク」の2棟からなる大規模高層マンションである。
両タワー合わせて752戸あり、そのうち264戸が賃貸用である。イーストアーク1階にはスーパーマーケットとゴルフ練習場、ウエストアークには歯科医院と保育園、レストランなど複数の商用施設が入居している。
2棟ともに三菱地所設計で大林組/清水建設により施工された。分譲は日本ハウズイングで、住友不動産販売と三菱地所リアルエステートサービス、野村不動産アーバンネットにより販売された。

## 周辺
マンションに隣接している三菱化学（現三菱ケミカル）の本社があった「三菱ケミカルホールディングスビル」と一体開発された（本社移転に伴い、2012年第二田町ビルに改称）。なおその際、同じく隣接する本芝公園の整備と、御穂鹿島神社の建て替えも行われた。
JR東日本山手線/京浜東北線田町駅より徒歩約4分、都営地下鉄浅草線/三田線三田駅より徒歩約2分（三菱ケミカルホールディングスビル脇出入口すぐ）4線2駅に徒歩数分でアクセスできる。

## 各タワーの詳細

### イーストアーク
- 東京都港区芝四丁目16番2号
- 地上36階（+塔屋1階）地下2階：高さ125.37m
- 1階にスーパーマーケット「マルエツプチ芝四丁目店」、室内ゴルフ練習場「ソリッドコンタクツ」がある。

### ウェストアーク
- 東京都港区芝四丁目16番1号
- 地上29階（+塔屋1階）地下2階
- 1階に歯科医院「三田クリニック歯科口腔外科」、保育園、レストラン2軒がある。

## 主な設備
- コンシェルジュ　専門のコンシェルジュ2名から5名が24時間常駐、クリーニングの受け渡し、冷蔵品などを除く宅配便の受発送、その他業務受付
- 警備員　専門の警備員4名から6名以上が24時間常駐、敷地内及び周辺、館内、地下駐車場を常時巡回警備
- ハウスメイドサービス（有料）
- スカイビューラウンジ
- スカイガーデン
- オーナーズスタジオ
- ライブラリー
- ゲストルーム 2室
- 地下駐車場（機械式/平置き）
- 地下駐輪場（自転車用/オートバイ用）

## アクセス

### 鉄道
- JR東日本山手線/京浜東北線：田町駅 - 三田口（西口）より徒歩約4分
- 都営地下鉄浅草線/三田線 三田駅 -　A6もしくはA9出入口より徒歩約2分（三菱ケミカルホールディングスビル脇出入口よりすぐ）

### バス
- 都営バス「反90」三田駅前バス停より徒歩2分
- 都営バス「田87」田町駅前バス停より徒歩6分
- 港区コミュニティバス「ちぃばす」田町/芝ルート 勤労福祉会館もしくは浅草線三田駅バス停より徒歩2分

### 道路
- 国道15号（第一京浜）「芝5」交差点より約50メートル
- 日比谷通り「芝5」交差点より約50メートル
- 首都高速都心環状線芝公園出入口より約400メートル

## 周辺施設
- 芝税務署
- 三田労働基準監督署
- 港勤労福祉会館
- 障害者福祉会館
- ボツワナ大使館

- チリ大使館・総領事館
- イタリア大使館
- 戸板女子短期大学
- 慶應義塾大学/大学院

- 三菱自動車工業 本社
- NEC 本社
- 三井住友信託銀行 芝営業部
- 港芝四郵便局
- セレスティンホテル

- 三田ステーションビル「アミタ」
- 港区スポーツセンター
- 本芝公園
- 御穂鹿島神社
- 三田いきいきプラザ